# ناوكي تاكاهاشي
ناوكي تاكاهاشي (باليابانية: 高橋 直樹) (8 أغسطس 1976 في فوكوكا في اليابان – )؛ هو لاعب كرة قدم ياباني سابق كان يلعب كمدافع.

## وصلات خارجية
- ناوكي تاكاهاشي على موقع رابطة كرة القدم اليابانية للمحترفين (اليابانية)
- ناوكي تاكاهاشي على موقع قاعدة بيانات كرة القدم.إي يو (الإنجليزية)
- ناوكي تاكاهاشي على موقع عالم كرة القدم.نت (الإنجليزية)